# Allen Coage
Allen James Coage (* 22. Oktober 1943 in New York City; † 6. März 2007 in Calgary), auch bekannt als Bad News Brown und Bad News Allen, war ein US-amerikanischer Wrestler und erfolgreicher Judoka im Schwergewicht. Allen Coage war verheiratet mit Helen und hatte neun Kinder. Neben dem Judo besaß Coage ebenfalls einen schwarzen Gürtel in Aikido. Am 6. März 2007 verstarb Coage im Alter von 63 Jahren, nachdem er zuvor mit Brustschmerzen in ein Krankenhaus eingeliefert wurde.

## Karriere

### Anfänge / Judo
Allen Coage wuchs im New Yorker Stadtteil Harlem in sehr einfachen Verhältnissen auf. 1961 begann er schließlich mit dem Judosport. Coage bestritt ab 1966 zahlreiche Judo-Turniere, wobei er im Schwergewicht antrat. Er gewann unter anderem mehrfach die nationalen Meisterschaften der Amateur Athletic Union, zweimal die Goldmedaille bei den Panamerikanischen Spielen und trat bei vier Weltmeisterschaften für die USA an.
Um Geld zu verdienen, hielt er sich mit Jobs als Türsteher über Wasser. 1976 folgte sein größter Erfolg im Judo. Coage gewann bei den Olympischen Sommerspielen 1976 in Montreal die Bronzemedaille im Schwergewicht. Bis heute ist er der einzige Amerikaner, der in dieser Gewichtsklasse eine Medaille gewinnen konnte. Danach wollte er eine eigene Judoschule eröffnen, musste jedoch einsehen, dass damit nicht viel Geld zu verdienen war. 1978 versuchte er es schließlich mit Wrestling und ließ sich in Japan von Antonio Inoki trainieren.

### Wrestling
Nach einer kurzen Zeit bei New Japan Pro-Wrestling und der Worldwide Wrestling Federation ging Coage 1982 schließlich nach Calgary zu Stampede Wrestling. Er zog hierher und komplettierte seine Wrestlingausbildung im berüchtigten Dungeon, dem Trainingsraum von Trainerlegende Stu Hart. Er blieb bis 1988 bei Stampede Wrestling, bevor er als Bad News Brown zur World Wrestling Federation ging. Das Gimmick, was er hier bekam, war das eines absoluten Einzelgängers, der weder auf der Seite der Faces, noch der Heels stand. Bei Wrestlemania IV gewann er eine Battle Royal und bestritt in den Folgejahren Fehden gegen Randy Savage, Hulk Hogan, Jake Roberts und Roddy Piper.
Nach dem Summer Slam 1990 verließ Coage schließlich die Organisation wieder und trat danach auf unabhängiger Ebene an. 1998 beendete er seine aktive Karriere wegen Knieproblemen. Er arbeitete fortan als Sicherheitsbeamter in einem Einkaufszentrum in Airdrie, sowie im Wrestling weiterhin als Kommentator und Trainer.

## Erfolge

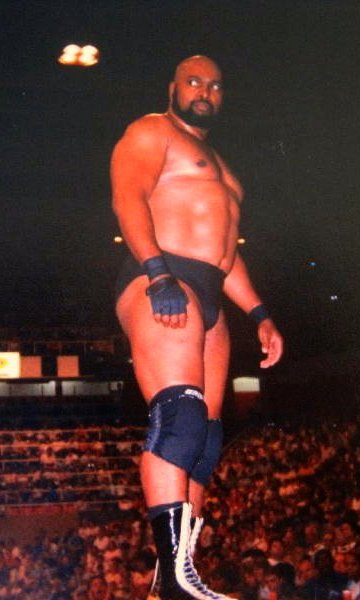
Allen Coage als Bad News Brown bei der WWF

### Judo
- Nationale Judo Meisterschaften
  - 5× 1. Platz (1970 Grand Champion)
  - 2× 2. Platz
  - 1× 3. Platz
- Panamerikanische Judo-Meisterschaften 1968
  - 1× Goldmedaille
- Panamerikanische Spiele 1967 und 1975
  - 2× Goldmedaille
- Weltmeisterschaften 1971
  - 1× 4. Platz
- Olympische Spiele 1976
  - 1xBronzemedaille
- Judo Hall of Fame 1990

### Wrestling
- Stampede Wrestling
  - 4× Stampede North American Heavyweight Champion
- National Wrestling Alliance
  - 1× NWA Florida Heavyweight Champion
  - 1× NWA Florida Bahamian Champion
  - 1× NWA Florida Southern Heavyweight Champion
  - 1× NWA Hollywood Wrestling Champion
  - 3× NWA Americas Tag Team Champion - mit Leroy Brown (1×) und Victor Rivera (2×)
  - 1× NWA Polynesian Wrestling Champion
  - 1× NWA Polynesian Pacific Heavyweight Championship
- Andere
  - 1× ICW Heavyweight Champion
  - 1× IWA Heavyweight Champion
- WWF/WWE
  - Wrestlemania 4 (Battle Royal Winner 1988)